# Захарий Маридакис
Захарий Маридакис (на гръцки: Ζαχαρίας Μαριδάκης) е православен духовник от XVIΙΙ век.

## Биография
Роден е със светската фамилия Маридакис (Μαριδάκης) в ираклийското село Венерато на Крит. Той е родственик на солунския митрополит (1762 - 1769), а след това вселенски патриарх (1769-1773) Теодосий Маридакис.
Около 1767 или в 1768 година Захарий замества Кирил като епископ на Литийската и Рендинска епископия, подчинена на Солунската мотрополия. През юли 1769 година става критски митрополит. От списъка на Николаидис и от сигилия на патриарх Теодосий II Константинополски, издаден в 1769 година, се разбира, че митрополит Захарий превръща всички ставропигиални манастири и села на Крит в енорийски, подчинени на митрополията.
Повикан за синодален член в Цариград в 1785 година, той не успява да се върне в своята епархия и през май 1786 година подава оставка „поради последователните трудности и постоянните мъчнотии и проблеми, които ме последваха, и поради старост, телесна болест и крайна слабост, неспособен да се върна в тази епархия“, както самият той пише. остава в Цариград, където вероятно умира след 1790 година.